# Igor Vyacheslavovich Sutyagin
Igor V. Sutyagin (tiếng Nga: Игорь Сутягин; sinh 17 tháng một, 1965) là một chuyên gia kiểm soát vũ khí và chuyên gia vũ khí hạt nhân Nga. Năm 1998 ông trở thành người đứng đầu các phân bộ chính sách quân sự-kỹ thuật và kinh tế-quân sự tại Viện nghiên cứu Hoa Kỳ và Canada của Viện Hàn lâm Khoa học Nga ở Moscow, nơi ông làm việc trước khi ông bị bắt vì tội phản quốc, mặc dù ông không có quyền truy cập vào tài liệu hướng dẫn phân loại như là một nhà nghiên cứu dân sự.
Với một văn bằng về vật lý cũng như lịch sử, Sutyagin làm việc về các chủ đề liên quan đến phát triển, triển khai và kiểm soát hạt nhân Mỹ và Nga và ông là một đồng tác giả của một cuốn sách có uy tín về các chiến lược của các lực lượng hạt nhân Nga.
Trong tháng 10 năm 1999, Cục An ninh Liên bang Nga bắt giữ Sutyagin và buộc tội ông làm gián điệp. Họ cho rằng Sutyagin thông qua thông tin mật cho một công ty trụ sở tại London, Alternative Futures. Sutyagin thừa nhận làm việc với công ty, nhưng ông nói rằng tất cả thông tin về tàu ngầm nguyên tử, ông tiết lộ là dựa trên các tài liệu trong các tài liệu mở, và không có một giải phóng mặt bằng bảo ông không bao giờ được tiếp cận với nguồn phân loại.
Năm 2004, sau thời gian thử thách, một bồi thẩm đoàn ở Moskva đã nhất trí kết luận rằng Sutyagin phạm tội gián điệp. Thẩm phán đã chứng minh rằng Sutyagin đã tiết lộ tài liệu mật cho các điệp viên CIA Shaun Kidd và Nadya Lokk, và ông đã được trả tiền cho việc này. Tòa kết tội ông 15 năm tù giam. Tháng 12 năm 2005, Sutyagin đã được chuyển đến nhà tù ở Kholmogory gần Arkhangelsk.